# 리처드 맥고너글
리처드 맥고너글(Richard McGonagle, 1946년 10월 22일 ~ )은 미국의 배우, 텔레비전 배우, 성우이다.
보스턴에서 태어났다.

## 영화
- 톰과 제리 사라진 드래곤 (2014년) - 앨리 목소리 역
- 톰과 제리 로빈훗 (2012년) - 앨리 목소리 역
- 스쿠비 두! 미스테리 인코퍼레이트 (2010년)
- 그린 랜턴: 퍼스트 플라이트 (2009년) - 아빈 슈어 역
- 500일의 썸머 (2009년)
- 벤 10 : 옴니트릭스의 위기 (2008년)
- 벤 10: 에이리언 포스 (2008년)
- 배트맨 - 브레이브 앤 더 볼드 (2008년)
- 커플수칙 시즌1 (2007년)
- 버킷리스트: 죽기 전에 꼭 하고 싶은 것들 (2007년) - 의장 역
- 벤 10 (2005년)
- 클로즈 투 홈 (2005년)
- 스피릿 (2002년)
- 크리티컬 매스(영어판) (2000년)
- 룰스 오브 인게이지먼트 (2000년)
- 센스리스 (1998년)
- 투 굿 투 비 트루 (1997년)
- 패시픽 블루 (1996년)
- 솔로몬 가족은 외계인 (1996년)
- 의뢰인 - 시리즈 (1995년)
- 대통령의 연인 (1995년)
- 맥쉐인의 승리자 (1994년)
- FBI 기동 타격대 7 (1994년)
- 스피치리스 (1994년)
- FBI 기동 타격대 6 (1993년)
- 내전 (1991년)
- 아버지의 황혼 (1989년)
- 21 점프 스트리트 (1987년)
- 7일간의 사랑 (1983년)
- 레밍턴 스틸 (1982년)
- 우리 생애 나날들 (1965년)